# Grigorij Grabovoj
Grigorij Petrovitj Grabovoj (russisk: Григорий Петрович Грабовой, tr. Grigorij Petrovitj Grabovoj; født 14. november 1963 i Asykata, Juzjno-Kazakhstanskaja oblast, Kasakhstan) er en russisk, religiøs kultleder, der hævder at kunne afskaffe døden, genoplive de døde, helbrede kræft og aids, teleporterere samt på afstand finde mekaniske fejl på flyvemaskiner. Flere kilder kalder ham en kultleder. Han står desuden bag partiet DRUGG, som i et kommuniké den 17. marts 2006 bekendtgjorde, at Grabovoj i 2008 ville blive russisk præsident og som den første handling ville indføre en lov, der forbyder død. Han har været gift to gange og har tre børn fra hvert ægteskab.
Han lovede de sørgende mødre fra Terrorangrebet mod Dubrovka-teateret i Moskva (2002) og terrorangrebet i Beslan (2004) at han kunne genoplive deres døde børn, mod betaling. Den 7. april 2006 blev Grabovoj arresteret på et hotel i Moskva og tilbageholdt mistænkt for ulovligt at have franarret penge fra forældrene i Beslan. En anklage, der indebærer en straf på op til tre år i fængsel. Den 17. maj 2006 afviste Moskvas lokalret Grabovojs advokaters appelsag. Grabovoj blev løsladt 21. maj 2010.